# Clusia pachyphylla
Clusia pachyphylla là một loài thực vật có hoa trong họ Bứa. Loài này được Gleason mô tả khoa học đầu tiên năm 1931.